# Rigoberto López Pérez
- Este artigo foi inicialmente traduzido, total ou parcialmente, do artigo da Wikipédia em inglês cujo título é «Rigoberto López Pérez», especificamente desta versão.

Pascual Rigoberto López Pérez, ou simplesmente Rigoberto López Pérez (13 de maio de 1929 – 21 de setembro de 1956) foi um poeta e compositor musical nicaraguense, mais conhecido pelo assassinato de Anastasio Somoza García, ditador de longa data da Nicarágua.
Em 21 de setembro de 1981, 25 anos após sua morte, o governo da Nicarágua, então sandinista, declarou Rigoberto López Pérez herói nacional, por meio do decreto no. 825.

## Infância
López foi nascido e criado em León; filho de Soledad López e Francisco Pérez. Publicou seu primeiro poema, "Confesión de un Soldado" (Confissão de um Soldado), aos 17 anos, em 1946. Em 1948, integrou um sexteto chamado "Buenos Aires". Neste mesmo ano, aprendeu violino, que tocava na banda. López compôs algumas músicas, principalmente românticas, incluindo "Claridad" e "Si el vino me hace llorar", que o "Buenos Aires" lançou numa estação de rádio chamada Rádio Colonial.
Teve influências musicais tais como Bethoven; Rubén Darío, poeta nicaraguense, frequentemente lembrado como o "pai do modernismo" foi para ele uma influência literária de vulto. López costumava escrever para publicações como "El Cronista" e "El Centroamericano".
Sua namorada, Amparo Zelaya Castro, era irmã de Armando Zelaya, o jornalista que o conduziu de carro até a "Casa del Obrero", onde mais tarde atiraria em Somoza.

## Assassinato de Somoza
Em 21 de setembro de 1956, López conseguiu se infiltrar em uma festa no Club Social de Obreros de León, na qual estava o presidente Somoza, e atirou em seu peito. López foi morto imediatamente por chuva de balas, e Somoza morreu alguns dias depois, no hospital da Zona do Canal do Panamá. O filho de Somoza, Luis Somoza Debayle, substituiu o pai na presidência.
Humberto Ortega Saavedra, bem como outros militantes e simpatizantes sandinistas, preferem o termo "justiçamento", em lugar de "assassinato", já que, de seu ponto de vista, o ditador é que era o criminoso.

## Legado
Em abril de 1979, no auge da Revolução Sandinista, um dos cinco comandos regionais da FSLN, controlando um total de 24 cidades, recebeu seu nome. Desafortunadamente, todo o Comando Ocidental Rigoberto López Pérez foi capturado num esconderijo no subúrbio de León, e morto em cativeiro pelas forças do ditador Somoza. A queda deste comando, integrado por Oscar Peres Cassar, Roger Deshon, Araceli Perez Darias, Idania Fernandez, Carlos Manuel Jarquin e Edcard Lang Sacasa, massacrados a sangue frio , enfureceu os sandinistas e acelerou a queda do regime de Somoza.
Após a vitória definitiva dos sandinistas, em julho, o estádio nacional da Nicarágua, em Manágua, que sediava tanto partidas de baseball e futebol, quanto shows e outros eventos, foi batizado com o nome de López, mas em 20 de novembro de 1998, no quinquagésimo aniversário de fundação do estádio, o então presidente Arnoldo Alemán baixou decreto renomeando o estádio para Estádio Nacional Denis Martinez.
Em 2006, um monumento dedicado a López foi construído em sua homenagem, em Manágua.
Na Itália, na década de 1970, Marcello De Angelis, hoje parlamentar do PDL, na época compositor musical engajado no movimento político Terceira Posição, escreveu  uma canção dedicada a ele, cujo título é "Il poeta" (O poeta).
O dueto nova-iorquino Dead Prez faz alusão a López Pérez em suas canções.